# 太康 (晋)
太康（たいこう）は、西晋の武帝司馬炎の治世に使われた元号。
280年 - 289年。

## 出来事
- 元年3月：呉を滅ぼして中国を統一したことに伴い咸寧を太康と改元。

## 西暦との対照表
| 太康 | 元年  | 2年   | 3年   | 4年   | 5年   | 6年   | 7年   | 8年   | 9年   | 10年  |
| 西暦 | 280年 | 281年 | 282年 | 283年 | 284年 | 285年 | 286年 | 287年 | 288年 | 289年 |
| 干支 | 庚子  | 辛丑  | 壬寅  | 癸卯  | 甲辰  | 乙巳  | 丙午  | 丁未  | 戊申  | 己酉  |